# TLM
TLM var en svensk vänsterradikal kulturtidskrift verksam under åren 1989 och 2001, som gavs ut av föreningen Thélème. En rad tunga skribenter var verksamma i TLM och den hade periodvis stort inflytande i socialdemokratisk vänsterdebatt.

## Uppkomst
Tidskriften kom ut första gången i april 1989 under namnet thélème. Tidskriften hade sina rötter på Stockholms Universitet, särskilt i kretsen runt föreningen TVÄR. Det första redaktionsmötet ägde rum på Kafe 6:an 17 januari 1989. Till grundarna hörde Göran Greider, Erik Tängerstad, Ozan Sunar, Ulrika Milles och Peter Antman.

## Namnets ursprung
Thélème är namnet på det kloster Gargantua skänker munken Johan i "Den store Gargantuas förskräckliga leverne" ( av François Rabelais) där endast en klosterregel gäller: "Gör vad du vill".

## Politisering
Tidskriften hade från start en radikal vänsterinriktning. De första numren var dock mer av teoretisk karaktär med inriktning mot universitetslivet. Med de så kallade polis- och förorts-numren inleddes thélèmes mer politiska inriktning, vilket efter två år förde med sig namnändring till det mer lättuttalade namnet "TLM".

## Försvar för välfärdsstaten
TLM:s genombrott som politisk tidskrift kom med en trilogi om välfärdsstaten 1992 - 1993: "Ett försvar av välfärdsstaten", "Ett försvar av socialförsäkringarna" och "Ett försvar av sysselsättningen".

## Redaktionslokal
TLM levde inledningsvis genom ambulerande i Erik Tängerstads väska och framför Ozan Sunars Mac Classic på Östgötagatan. Redan 1990 slog man sig dock ner i Göran Greiders kakelkädda arbetslokal en trappa ner under Galago på Grindsgatan. Några år senare, när både Galago och Greider lämnat Grindsgatan fann man TLM i ett journalistkollektiv på Malmgårdsvägen.

## Redaktionsmedlemmar
- Göran Greider (1989 - 2001)
- Ozan Sunar (1989 - 1992)
- Erik Tängerstad (1989 - 1992)
- Peter Antman (1989 - 2001)
- Ulrika Milles (1989 - 1992)
- Anders Sjölander (1989 - 1993)
- Tomas Lappalainen (1992 - 2001)
- Thomas Jonter (1992 - 1999)
- Moa Matthis (1992)
- Berit Greider (1992 - 1994)
- Mats Wingborg (1992 - 2001)
- Stefan Carlén (1992 - 2001)
- Ann-Charlotte Altstadt (1993 - 2001)
- Conny Carl-Axel Malmqvist (1993 - 2001)
- Tor Wennerberg (1996 - 2001)
- Fredrik Reinholdsson (1997/98 - 2001)
- Margaretha Norlin (1998)
- Jenny Lindblad (1999 - 2001)
- Helena Klingsspoor (1999 - 2001)
- Bo Greider (2000 - 2001)
- Roger Mogert (2000 - 2001)
- Robert Sundberg (2001)

## Grafisk form
- Ozan Sunar
- Anna-Klara Bratt
- Roger Johansson
- Liza Zachrison
- Fredrik Reinholdsson